# Cyperus appendiculatus
Cyperus appendiculatus är en halvgräsart som först beskrevs av Adolphe-Théodore Brongniart, och fick sitt nu gällande namn av Carl Sigismund Kunth. Cyperus appendiculatus ingår i släktet papyrusar, och familjen halvgräs.

## Underarter
Arten delas in i följande underarter:
- C. a. appendiculatus
- C. a. atlanticus
- C. a. noronhae